# Fleming (Colorado)
Pour les articles homonymes, voir Fleming.
Fleming est une ville américaine située dans le comté de Logan dans le Colorado.
La ville est nommée en l'honneur de son fondateur, H. B. Fleming, dirigeant de la Lincoln Land Company.

## Démographie
| 1920 | 1930 | 1940 | 1950 | 1960 | 1970 |
| ---- | ---- | ---- | ---- | ---- | ---- |
| 518  | 365  | 400  | 377  | 384  | 349  |

| 1980 | 1990 | 2000 | 2010 | - | - |
| ---- | ---- | ---- | ---- | - | - |
| 388  | 344  | 426  | 408  | - | - |

Selon le recensement de 2010, Fleming compte 408 habitants. La municipalité s'étend sur 0,52 milles carrés (1,35 km2).